# Theo van Boven
Theo van Boven (sinh năm 1934) là nhà luật học người Hà Lan và là giáo sư danh dự về luật quốc tế ở Đại học Maastricht (Hà Lan).

## Sự nghiệp
Năm 1959 ông đậu bằng cử nhân luật ở Đại học Leiden (Hà Lan). Năm 1960 ông đậu bằng thạc sĩ về Luật học so sánh ở Southern Methodist University, Dallas, Texas, (Hoa Kỳ). Sau đó, ông trở lại lấy bằng tiến sĩ ở Đại học Leiden năm 1967.
Năm 1977 ông được bổ nhiệm làm giám đốc Phân ban Nhân quyền của Liên Hợp Quốc.
Từ năm 1986 tới 1991, ông làm Báo cáo viên đặc biệt của Liên Hợp Quốc về Quyền bồi thường cho các nạn nhân của các vụ vi phạm thô bạo Nhân quyền. Từ năm 2001 tới 2004,  ông làm Báo cáo viên đặc biệt của Liên Hợp Quốc về Tra tấn. Ông cũng là thành viên của Ủy ban quốc tế các luật gia (International Commission of Jurists). Từ tháng 2 năm 1994 tới tháng 12 năm 1994, ông làm viên chức thứ nhất phụ trách hồ sơ (first registrar) của Tòa án Hình sự quốc tế cho Nam Tư cũ (International Criminal Tribunal for the former Yugoslavia).
Ngày 16 tháng 12 năm 2005 Đại hội đồng Liên Hợp Quốc đã thông qua nghị quyết 60/147, mang tên "Các nguyên tắc cơ bản và đường lối về Quyền hưởng biện pháp cứu chữa và bồi thường cho các nạn nhân của các vi phạm thô bạo Luật Quốc tế về Nhân quyền và các vi phạm nghiêm trọng Luật Nhân đạo quốc tế". Các nguyên tắc trên phần lớn được phỏng theo kết quả việc làm của Van Boven và Cherif Bassiouni và được biết đến như các nguyên tắc Van Boven/Bassiouni.

## Giải thưởng và Vinh dự
- 1985 Giải thưởng Right Livelihood.
- 2004 Giải Hòa bình Wateler
- Tháng 11 năm 2009 ông được trao tặng bằng tiến sĩ danh dự của Đại học Buenos Aires.[2]